# شورای اروپایی روابط خارجی
شورای اروپایی روابط خارجی (ECFR) یک اندیشکده هویت پان-اروپایی است که دفاتری در هفت پایتخت اروپایی دارد. این مرکز که در ماه اکتبر ۲۰۰۷ راه‌اندازی شد پژوهش‌هایی را در مورد سیاست خارجی و امنیتی اروپا انجام می‌دهد و امکانات برگزاری نشست‌هایی را برای تصمیم گیرندگان، فعالان و تأثیرگذاران برای به اشتراک گذاشتن ایده‌ها فراهم می‌کند. شورای اروپایی روابط خارجی ائتلاف‌هایی برای تغییر در سطح اروپا ایجاد می‌کند و بحث‌های آگاهانه در مورد نقش اروپا در جهان را ترویج می‌کند. این شورا دفاتری در برلین، لندن، مادرید، پاریس، رم، ورشو و صوفیه دارد.
شورای اروپایی روابط خارجی در سال ۲۰۰۷ توسط مارک لئونارد به همراه شورایی متشکل از ۵۰ عضو مؤسس به ریاست مارتی آهتیساری، یوشکا فیشر و میبل ون اورنج با سرمایه اولیه از بنیاد جامعه باز جرج سوروس، بنیاد جامعه، سیگرید راوسینگ، یونی‌کردیت و بنیاد روابط بین‌الملل و گفتگوی خارجی (FRIDE) تأسیس شد.
شورای اروپایی روابط خارجی بیش از ۳۰۰ فرد اروپایی را از سراسر اروپا گرد هم می‌آورد. انجمن راهبردی شورای اروپایی روابط خارجی که در حال حاضر توسط کارل بیلت، لیکه فریس و نوربرت روتگن اداره می‌شود، شامل وزرای امور خارجه، نخست‌وزیران سابق، اعضای پارلمان‌های ملی و پارلمان اروپا، کمیسیونرهای اتحادیه اروپا، دبیران کل سابق ناتو، متفکران، روزنامه نگاران و سردمداران تجاری است. این شورا سالی یک بار به عنوان یک پیکره کامل برای نشست سالانه شورا که هر سال در یک پایتخت اروپایی متفاوت برگزار می‌شود، گرد هم می‌آید. شورا قوی‌ترین و بارزترین بیان هویت پان-اروپایی شورای اروپایی روابط خارجی است.

## دفاتر ملی
شورای اروپایی روابط خارجی دارای دفاتری در برلین، لندن، مادرید، پاریس، رم و صوفیه است، وفق اینکه شعبه برلین به عنوان اداره مرکزی به فعالیت می‌پردازد. هنگامی که شورای اروپایی روابط خارجی در سال ۲۰۰۷ تأسیس شد، دفاتر برلین، لندن، مادرید، پاریس و صوفیه به‌طور همزمان افتتاح شدند. دفاتر رم و ورشو به ترتیب در سال ۲۰۱۰ و سپتامبر ۲۰۱۱ افتتاح شدند.

## برنامه‌ها، نشریات و رویدادها
پژوهش اندیشکده عموماً به پنج برنامه تقسیم می‌شود. این برنامه‌ها آفریقا، آسیا، اروپای پهناور، قدرت اروپایی، خاورمیانه و شمال آفریقا هستند. اضافه بر این، همکاران شورای اروپایی روابط خارجی مقالات تدبیرگری در موضوعاتی که خارج از این چهارچوب قرار دارند منتشر می‌کند. پرسنل شورای اروپایی روابط خارجی به‌طور منظم، تحلیل و تفاسیر را در روزنامه‌های اصلی اروپایی منتشر می‌کنند.
آفریقا
برنامه آفریقای شورای اروپایی روابط خارجی، ژئوپلیتیک روابط آفریقا-اروپا را تحلیل می‌کند. این امر روابط بین اتحادیه اروپا و اتحادیه آفریقا، اسباب و استراتژی‌های سیاست خارجی و نیز فرصت‌هایی برای یافتن راه‌حل‌های سیاست سازنده را در بر می‌گیرد. این برنامه همچنین بر دو ناحیه: شاخ آفریقا و ساحل که به‌طور خاص به اروپا مرتبط است، متمرکز می‌باشد.
آسیا
برنامه آسیا به دنبال کمک به اروپایی‌ها جهت تنظیم دوباره روابط با چین و شرکای آسیایی آن است. این برنامه وضعیت داخلی چین، نقش آن در منطقه، نفوذ فزاینده آن در جهان را تجزیه و تحلیل می‌کند و تأکید مجددی بر تقویت روابط اروپا با منطقه هند-پاسیفیک، به ویژه هند و ژاپن دارد.
اروپای پهناور
اهداف برنامه اروپای پهناور کمک به اتحادیه اروپا است تا به یک نقش‌آفرین جغراسیاسی قویتر در همسایگی شرق خود تبدیل شود. برای دستیابی به این هدف، برنامه از فعالیت تصمیم گیرندگان اتحادیه اروپا در جهت سیاست منسجم و یکپارچه در قبال روسیه حمایت می‌کند و استراتژی باثباتی را برای دفاع از ارزش‌ها و مصلحت‌های اتحادیه اروپا در منطقه اروپای پهناور می‌گستراند. برنامه روی کشورهای پساشوروی، بالکان غربی و ترکیه تمرکز دارد و در سال ۲۰۰۷ با هدف ترویج این فرایند راه اندازی شد.
خاورمیانه و شمال آفریقا
برنامه خاورمیانه و شمال آفریقا به دنبال حمایت از دستور کار منسجم اروپایی در پیگیری منافع منطقه‌ای، با تلاش جهت فرصت‌های پیشرفت برای کاهش تنش، ثبات منطقه و انتقال دموکراتیک است.

## اعضاء و هیئت مدیره
این شورا هم‌اکنون دارای بیش از ۳۰۰ عضو است که هر یک برای دوره سه ساله با گزینه مجاز برای انتخاب مجدد، به فعالیت می‌پردارند. این هموندی نخست‌وزیران سابق، رئیس‌جمهورها، کمیسیونرهای اروپایی، نمایندگان و وزیران فعلی و سابق، فرهیختگان جامعه و پیشروان تجارت، فعالان و شخصیت‌های فرهنگی کشورهای عضو اتحادیه اروپا و کشورهای نامزد شده برای الحاق به این شورا را در بر می‌گیرد.
این کنگاشگاه قویترین و بارزترین سیمای هویت پان اروپایی شورای اروپایی روابط خارجی است. به واسطه شبکه‌های فردی و مشغولیت جمعی با سیاست شورای اروپایی روابط خارجی و ابتکارهای حمایت عمومی، اعضاء این کنگاشگاه به شورای ما کمک می‌کنند تا گفتگوهای ملی در پایتخت‌های اتحادیه اروپا را در مورد اولویت‌ها و چالش‌های اتحادیه اروپا، مطابق با ویژگی‌های اروپایی درآوریم.
شورا سالی یکبار به صورت مجموعه کامل تشکیل جلسه می‌دهد تا در مورد چگونگی پیشرفت اهداف خود بحث کنند. علاوه بر این گروه‌هایی از اعضای شورا، تیم‌های کاری مختلف جغرافیایی و موضوعی را تشکیل داده که به کارکنان این شورا، ایده‌های خط‌مشی و کمک به فعالیت‌های این شورا در داخل کشور خود، مشاوره و بازخوردهای صورت گرفته را ارائه می‌دهند.

## تامین مالی
شورای اروپایی روابط خارجی یک سازمان غیر انتفاعی خصوصی است که به کمک‌های مالی متکی است. این شورا در ابتدا با حمایت بنیادهای جامعه باز، بنیاد جامعه و بنیاد روابط بین‌الملل و گفتگوی خارجی (FRIDE) تاسیس شد.
حدود نیمی از بودجه این شورا توسط بنیادها، یک سوم آن توسط دولت‌ها و باقی از طریق کمک‌های مالی شرکت‌ها و افراد تامین می‌شود‌. بنیادهای جامعه باز، تامین کننده مالی اصلی بودجه این شورا با اهداء یک سوم (۲٬۳۴۵٬۵۶۶ پوند در سال ۲۰۱۷) از مجموع تامین مالی شورا (۷٬۲۷۸٬۱۲۲ پوند در سال ۲۰۱۷) بود.

## رسانگری
شورای اروپایی روابط خارجی به‌طور منظم نظرات و تحلیل‌هایی در مورد موضوعات سیاست خارجی در وب‌سایت خود منتشر می‌کند. این شورا همچنین پادکست‌هایی به زبان انگلیسی و آلمانی و گاهی پادکست‌هایی به زبان فرانسوی، ایتالیایی و اسپانیایی ارائه می‌کند. شورای اروپایی روابط خارجی یک فید توئیتر دارد. این شورا گزارش‌های تدبیری، اگاهی‌ها و یادداشت‌های منفرد را منتشر می‌کند که به صورت رایگان از سایت شورای اروپایی روابط خارجی قابل بارگذاری است. دفاتر ملی شورای اروپایی روابط خارجی رویدادهایی همچون سمینارها، گروه‌های جینجر (ginger groups) و رونمایی از نشریات را به‌طور مرتب برگزار می‌کند.

## جوایز و تقدیرنامه
شورای اروپایی روابط خارجی در سال ۲۰۰۹ و ۲۰۱۰ توسط گزارش سالانه جهانی "Go-To Think-Tanks" دانشگاه پنسیلوانیا به عنوان "بهترین اندیشکده جدید در جهان" انتخاب شد.
شورای اروپایی روابط خارجی جوایز بهترین اندیشکده سال مجله پراسپکت را در سال ۲۰۱۵ (بهترین اندیشکده امور بین‌الملل اتحادیه اروپا)، ۲۰۱۴ (اندیشکده سال امور بین‌الملل بریتانیا)، و ۲۰۱۰ (رفتار اندیشکده مستقر در بریتانیا با اندیشکده سال امور غیر بریتانیا) را دریافت کرده است.
در سال ۲۰۱۱، دکتر جیمز جی مک گان، مسئول دانشگاهی گردآوری رتبه‌بندی دانشگاه پنسیلوانیا، در کتابی در مورد اندیشکده‌های جهانی نوشت: «این واقعیت که شورای اروپایی روابط خارجی تلاش می‌کند تا مشاوره و تحقیق در زمینه سیاست را از طریق تمرکز پان اروپایی دنبال کند به این معنی است که از محدودیت‌های ملی ناشی از فعالیت با یک چارچوب دولتی خاص فارغ است. از یک جهت، می‌تواند راه‌حل‌ها و توصیه‌هایی را تجویز کند که به‌طور کلی و شاید به نفع اروپا باشد به مراتب بیشتر از زمانی که آنها این کار را تنها با در نظر گرفتن منافع آلمان یا فرانسه انجام می‌دادند. یک دیدگاه بلندمدت نسبت به دیدگاهی که تلاش می‌کند یک مسئله منطقه‌ای یا جهانی را با فشار برای راه‌حلی حل و فصل کند که تنها به نفع آن باشد یا نگرانی‌های یک دولت را کاهش دهد.»